# Indica (Ctesia)
Gli Indica (in greco: Ἰνδικά, Indikà) sono un'opera letteraria dello storico e medico greco Ctesia di Cnido. Scritto nel V secolo a.C, il libro è il primo riferimento della letteratura greca all'India, la cui descrizione è l'argomento dell'opera. Durante la redazione, Ctesia era medico di corte presso re Artaserse II di Persia. Nel corso della sua permanenza in Persia ebbe modo di riportare nel suo libro i racconti dei mercanti che viaggiavano lungo la via della seta, senza tuttavia mai fare esperienza diretta di quanto scrisse. Questi commercianti provenivano dalla Serica, terra situata a nord della Cina, e dell'India, dove ha avuto origine la seta domestica.

## Contenuti
Il libro conteneva numerose informazioni sull'India, note a noi principalmente tramite fonti di seconda mano. L'India viene descritta come estremamente popolosa, più del resto del mondo messo assieme, mentre l'Indo come largo anche venti miglia in alcuni punti. Vengono citate gigantesche montagne e palme da dattero alte il triplo di quelle babilonesi. Vengono anche descritti i costumi indiani, considerati degni e onorevoli dall'autore. Si citano poi molti animali che abitano l'India, sia reali che immaginari, tra cui gli elefanti indiani, diverse specie di scimmie insolite, una delle quali dotata di una coda lunga quasi due metri, cani grandi come leoni e il verme dell'Indo. Nel libro vi sono anche le prime menzioni note dell'unicorno, descritto come un asino che aveva un singolo corno di 1,5 cubiti (pari a quasi 70 centimetri) sulla testa e della manticora, descritta come una creatura rossa, con la testa di uomo, tre file di denti e la coda di uno scorpione. Vengono inoltre citati i Pigmei, una popolazione di piccoli uomini dalla pelle scura insediati nel centro dell'India. Vengono infine resi noti all'Europa i pappagalli parlanti e la falconeria.

## Eredità

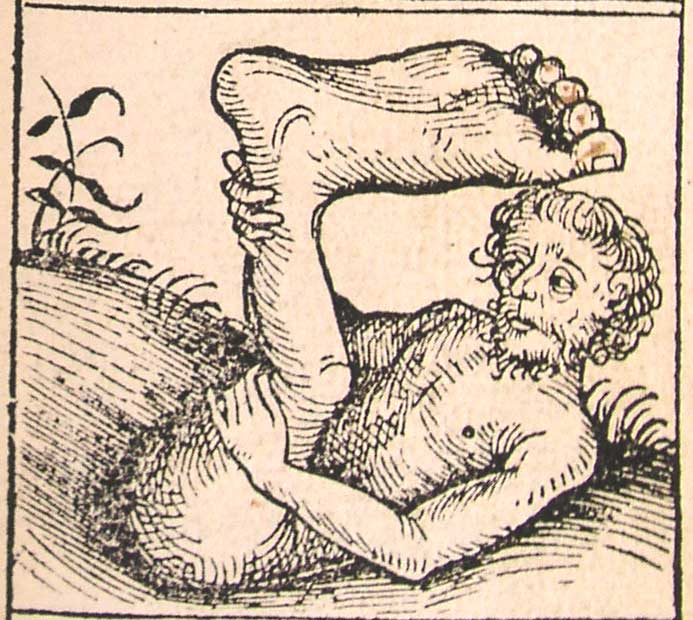
Tra le affermazioni più peculiari degli Indica vi sono certamente quelle relative agli sciapodi, una razza di persone con una gamba sola, con piedi così grandi da poter essere adoperati come un ombrello contro i raggi del sole.

Il libro contiene un tale numero di informazioni errate tra le sue verità che è stato talvolta deriso dagli autori successivi, che lo ritenevano una semplice raccolta di miti e leggende.
Nel II secolo d.C., il satirico Luciano di Samosata ritrae Ctesia come condannato a soffrire in una parte dell'inferno riservata specificamente a coloro diffondevano bugie nel corso della loro vita. Sembra che gli Indica contenessero aneddoti riguardanti una razza di persone con una gamba sola chiamata Monosceli, un'altra con piedi grandissimi, che utilizzavano come ombrelli, uomini dotati di coda come satiri e affermavano che gli abitanti della terra di Seri (termine che in alcuni altri casi indicasse parte della Cina) erano alti oltre 5 metri. Il libro simile di Luciano di Samosata, La storia vera, venne concepito come una satira sugli Indica, che include tra le altre cose un'introduzione che accusa Ctesia e altri autori bugiardi inesperti. Luciano afferma che lui stesso presenterà una bugia simile all'interno della sua opera, ma che, a differenza dei suoi predecessori, è almeno abbastanza onesto da affermarlo chiaramente in anticipo.
Per contro, l'opera è servita come fonte originale per una grande quantità di conoscenza effettiva sull'Oriente che sembra essere completamente assente nella letteratura occidentale. Sebbene oggi ne siano sopravvissuti solamente dei frammenti, i suoi probabili contenuti risultano essere assai noti, in quanto sono stati per secoli per l'area mediterranea il principale punto di riferimento per la conoscenza dell'India, e sono stati quindi citati da innumerevoli autori antichi le cui opere sono sopravvissute fino ai giorni nostri.

## Edizioni
- (GRC) Ἰνδικῶν ἐκλογαί, in Operum reliquiae, Fragmenta collegit, textum e codd. recognovit, prolegomenis et perpetua annotatione instruxit indicesque adiecit Joannes Christianus Felix Baehr, Francofurti ad Moenum, in Officina Broenneriana, 1824,  pp. 245-374.
- (GRC, FR) Storia della Persia; L'India (Fozio, Bibliotheca, 72), con la traduzione inedita di Jean-Baptiste Constantin, a cura di Stefano Micunco, Roma-Padova, Editrice Antenore, 2010, ISBN 978-88-8455-648-6.
- (EN) On India and fragments of  minor works, Introduction, translation and commentary by Andrew Nichols, London, Bristol Classical Press, 2011, ISBN 978-1-85399-742-6.